# مكتبة العلند
مكتبة العلند هي دار نشر صغيرة مستقلة تأسست عام 1982ميلادي، وقد أنشئت هذه الدار على يد جون هات، وهو محرر السفر السابق في مجلة هاربر بازار، وقد أنشئ هذه الدار بهدف إعادة نشر وإحياء كتب السفر السياحية التي نفدت طباعتها بمرور الوقت.

## نبذة
يصل ما تحتويه هذه الدار حاليًا إلى ما يقرب من مئة عنوان تقريبًا وتحظى بتقدير كبير من قبل النقاد ومراجعي الكتب.   تشمل المؤلفات التالية:
- نايجل بارلي (عالم أنثروبولوجيا)
- نيكولاس بوفييه
- وينستون تشرتشل
- مارثا جيلهورن
- آرثر كويستلر
- نورمان لويس (مؤلف)
- جافين ماكسويل
- ديرفلا ميرفي
- جوناثان رابان
- ليونارد وولف

## الخلفية
بدأت العلند من مكتب في مدينة هات في علية (مكان مرتفع من المنزل) في منزل مبني على الطراز الفيكتوري في شارع العلند 53 والذي يقع جنوب غرب لندن. والذي يتم تشغيله اليوم من قبل مؤلفي دليل السفر السابق بارنابي روجرسون وزوجته روز بارينج. على الرغم من تنوع قائمتها في السيرة والخيال، إلا أن غالبية العناوين تبقى حكايات عن السفر.
وأوضح روجرسون أن مهمة المكتبة هي «الإخبار والإعلان بتنوع العالم، وتقديم» أنثروبولوجيا لايت «تحت الغطاء الشامل والكامل للحفاظ على أفضل طرق كتابة كتب السفر بالإضافة إلى الحفاظ على القصص حول المجتمعات الماضية التي دمرها العالم الحديث - لبنات بناء ثمينة وصغيرة من طرق أخرى للعيش، والتي من خلالها يمكن لنا بناء وإنشاء عالم أفضل في يوم من الأيام من قبل ورثتنا وأجيالنا القادمة».
أضافت النشرة المشاركة روز بارينج أن علند يقدم طريقة كرسي للتعرف على رفقائنا من أبناء الأرض "

## روابط خارجية
- كتب Eland